# دائرة الويدان
دائرة الويدان هي إحدى دوائر عمالة مراكش، التابعة لجهة مراكش آسفي، المملكة المغربية. تضم الدائرة 1 جماعات قروية، وبلغ عدد سكانها 20925 فرداً سنة 2004 حسب الإحصاء الرسمي للسكان والسكنى. يتبع للدائرة 3 مشيخة و57 دوار.

## التقسيمات الإداريّة
تعتبر دائرة الويدان إحدى الدوائر المشكّلة لعمالة مراكش، وهو التقسيم الإداري من المستوى الرابع المعتمد في المغرب. ينقسم عمالة مراكش إلى 13 جماعات قروية تختلف من حيث السكان والمساحة، والتي بدورها تنقسم إلى مشيخات تضم عدداً من الدواوير.